# Juan Manuel Flores
Juan Manuel Flores Arenas (ur. 7 września 1993 w Romicie) – meksykański piłkarz występujący na pozycji skrzydłowego.